# Jhon Arias
Jhon Arias, né le 21 septembre 1997 à Quibdó, est un footballeur international colombien qui joue au poste d'ailier ou de milieu offensif aux Wolverhampton Wanderers.

## Biographie
Natif de Quibdó en Colombie, Arias passe en catégories jeunes par les clubs mexicains des Dorados de Sinaloa et de Tijuana. Il retourne dans son pays d'origine en 2017 en signant pour les Patriotas Boyacá. Il est prêté en 2018 au Llaneros FC avec lequel il fait ses débuts professionnels dans le championnat de Colombie de deuxième division.

### Carrière en club
Après trois ans dans le championnat de Colombie au sein des Patriotas Boyacá, de l'América de Cali et de l'Independiente Santa Fe, il signe le 18 août 2021 un contrat de quatre ans avec le club brésilien de Fluminense.
Le 22 avril 2023, il atteint la barre des 100 matchs avec le maillot de Fluminense. Avec 19 buts et 25 passes décisives durant cette période, il sera devenu un titulaire incontestable pour l'équipe, remportant au passage deux titres de champion de Rio de Janeiro. Le 4 novembre, il remporte la Copa Libertadores 2023, dans laquelle il participe à tous les matchs, marque deux buts et délivre trois passes décisives.
Il participe à la Coupe du monde des clubs 2023 au terme de laquelle il remporte le Ballon de bronze.
Le 29 février 2024, il marque les deux seuls buts de la victoire de son équipe contre la Liga de Quito et devient ainsi champion de la Recopa Sudamericana 2024 (en).
Le 18 juillet 2025, Jhon Arias signe un contrat avec les Wolverhampton Wanderers. Le transfert est évalué à 17 millions d'euros.

### Carrière internationale
Le 24 mai 2022, il est convoqué pour la première fois en équipe nationale colombienne pour disputer un match amical contre l'Arabie saoudite, où il est titularisé pour une victoire 1 à 0. Le 16 juin 2023, il délivre à Mateo Cassierra (en) sa première passe décisive lors d'une autre victoire 1 à 0, cette fois contre l'Irak. Il marque son premier but en sélection le 26 mars 2024 lors d'une victoire 3-2 contre la Roumanie.
| Buts internationaux de Jhon Arias | Buts internationaux de Jhon Arias | Buts internationaux de Jhon Arias                  | Buts internationaux de Jhon Arias | Buts internationaux de Jhon Arias | Buts internationaux de Jhon Arias | Buts internationaux de Jhon Arias |
|                                   | Date                              | Lieu                                               | Adversaire                        | Score                             | Résultat                          | Compétition                       |
| --------------------------------- | --------------------------------- | -------------------------------------------------- | --------------------------------- | --------------------------------- | --------------------------------- | --------------------------------- |
| 1                                 | 26 mars 2024                      | Estadio Metropolitano, Madrid, Espagne             | Roumanie                          | 2-0                               | 3 - 2                             | Match amical                      |
| 2                                 | 8 juin 2024                       | Northwest Stadium, Landover, États-Unis            | États-Unis                        | 1-0                               | 5 - 1                             | Match amical                      |
| 3                                 | 15 juin 2024                      | Pratt & Whitney Stadium, East Hartford, États-Unis | Bolivie                           | 1-0                               | 3 - 0                             | Match amical                      |

## Palmarès
| América de Cali (1)                               | Fluminense FC (4) |
| ------------------------------------------------- | --- |
| - Championnat de Colombie (1) : - Champion : 2020 | - Campeonato Carioca (2) : - Champion : 2022 et 2023 - Finaliste : 2025 - Copa Libertadores (1) : - Vainqueur : 2023 - Recopa Sudamericana (1) : - Vainqueur : 2024 - Coupe du monde des clubs : - Finaliste : 2023 |

### En sélection
Colombie :
- Copa América :
  - Finaliste : 2024

### Distinction individuelle
- Ballon de bronze de la Coupe du monde des clubs : 2023[11]